# 6686 Hernius
A 6686 Hernius (ideiglenes jelöléssel 1979 QC2) a Naprendszer kisbolygóövében található aszteroida. Claes-Ingvar Lagerkvist fedezte fel 1979. augusztus 22-én.